# Далейн Диалло, Селу
Селу Далейн Диалло (варианты написания имени — Селлу, Селью; фр. Cellou Dalein Diallo; род. 3 февраля 1952, Лабе, провинция Фута-Джалон, Французская Западная Африка) — гвинейский политик, премьер-министр Гвинеи с 9 декабря 2004 по 5 апреля 2006 года. Руководитель партии Союз демократических сил Гвинеи.
Происходит из народности фульбе. Окончил Университет Конакри имени Гамаля Абделя Насера и Центр финансовых, экономических и банковских исследований в Париже. Работал во Внешнеторговом и Центральном банках Гвинеи. В 1996—1997 годах был министром транспорта, телекоммуникаций и туризма, в 1997—1999 годах — министром инфраструктуры, в 1999 году занял пост министра общественных работ и транспорта. Вскоре после катастрофы гвинейского самолёта Boeing 727 25 декабря 2003 года в Бенине, Диалло был назначен министром рыбного хозяйства (февраль 2004). После того, как премьер-министр Франсуа Лонсени Фалль ушёл в отставку, Диалло координировал деятельность экономических ведомств, исполняя его экономические функции. 9 декабря 2004 года Диалло был назначен премьер-министром Гвинеи и занимал эту должность до 5 июня 2006 года.
В 2010 году принял участие в президентских выборах в Гвинее и собрал в первом туре 1 062 549 (39,72 %) голосов, заметно опередив своего ближайшего соперника, которым был Альфа Конде с 553 021 (20,67 %) голосами. 19 сентября пройдёт второй тур выборов. Отмечается, что и Диалло, и Конде пользуются поддержкой преимущественно у представителей своих народностей (крупнейших в Гвинее) — фульбе у Диалло и малинке у Конде. По предварительным данным, во втором туре Диалло получил 47,48 % голосов против 52,52 % у Конде, после чего Конде объявил о своей победе на выборах, а Диалло их оспорил.
В сентябре 2021 года Селлу Далейн Диалло поддерживает путчистов, осуществивших переворот 2021 года.